# Santa Rosa (General Pinzón)
Santa Rosa (General Pinzón), es una localidad ubicada en el municipio Actopan, en el estado de Veracruz Ignacio de la Llave

## Datos de la localidad
La localidad de Santa Rosa (código postal: 91498) se encuentra a 61 msnm. Según el censo 2010, tiene 1739 habitantes, de los cuales 838 son hombres y 901 mujeres. El ratio de mujeres/hombres es de 1.075, y el índice de fecundidad es de 2.35 hijos por mujer. 
El grado de escolaridad es del 6.88 (6.77 en hombres y 6.98 en mujeres). No hay población indígena y por ende nadie habla idiomas indígenas. El 33.53% de la población de 12 años se ocupa laboralmente. La localidad cuenta con 623 viviendas, de ellas el 99.41% cuentan con electricidad, el 98.24% tienen agua potable y el 94.92% tienen sanitarios higiénicos; sólo el 5.86% tiene acceso a Internet. La localidad cuenta con los siguientes colegios: Jardín de niños Luis Braille, Primaria General Vicente Guerrero, Telesecundaria Lázaro Cárdenas del Río, Telebachillerato Santa Rosa
El índice de rezago social (2010) confirma que para esta localidad 810 habitantes presentan educación básica incompleta; 8 viviendas no poseen agua entubada; 556 personas no poseen ningún tipo de seguridad médica; 10 viviendas no poseen servicio de drenaje y 26 viviendas no poseen sanitarios; 18 viviendas tienen piso de tierra y ninguna se encuentra sin energía eléctrica.
Según los resultados publicados en línea por el Plan Nacional para la Evaluación de los Aprendizajes que da a conocer el resultado del desempeño en Lenguaje y Comunicación, y Matemáticas correspondientes al ciclo escolar 2013/2014, aplicado a 16 estudiantes del 6to grado en la primaria Gral. Vicente Guerrero Clave: 30EPR0052W Turno Matutino dio a conocer que la posición estatal en educación, coloca a esta primaria en el lugar 1,476 de 7,630 escuelas dentro del semáforo naranja (que significa que aprobó “de panzazo”) y en la prueba ENLACE (Evaluación Nacional del Logro Académico en Centros Escolares aplicado a 89 estudiantes obtuvo la posición estatal 126 de 7,630 dentro del semáforo verde (que significa un empeño Excelente). PLANEA (2014a). Plan Nacional para la Evaluación de los Aprendizajes/Evaluación Nacional del Logro Académico en Centros Escolares. Primaria Gral. 

## Principales oficios
Los habitantes de la localidad se dedican en su mayoría a actividades de agricultura, de la que destacan la siembra de caña de azúcar (Saccharum officinarum) y malanga (taro) de manera anual, Colocasia esculenta  y de manera temporal se suele sembrar papaya (Carica papaya).
Los ciudadanos que no se dedican a la agricultura, son ganaderos o trabajan para empresas del sector público o privado. Una de las recreaciones presentes en la comunidad son la caza furtiva de fauna, de las cuales destacan los siguientes vertebrados: Venado cola blanca (Odocoileus virginianus), armadillo (Dasypus novemcinctus), zorrillo (especie), tlacuache Didelphis marsupialis, iguanas, peces y en invertebrados dentro de los crustáceos destaca el burrito Atya scabra que forman parte de los recursos obtenidos de los ecosistemas de Actopan.